# Grand Prix automobile de Saint-Marin 1997
GP précédent GP suivant
Le Grand Prix automobile de Saint-Marin 1997 (Gran Premio di San Marino 1997), disputé sur l'Autodromo Enzo e Dino Ferrari le 27 avril 1997, est la 601e épreuve de l'histoire du championnat du monde de Formule 1 courue depuis 1950 et la quatrième manche du championnat 1997.

## Qualifications
| Pos.                            | No | Pilote                | Écurie            | Temps    | Écart  |
| ------------------------------- | -- | --------------------- | ----------------- | -------- | ------ |
| 1                               | 3  | Jacques Villeneuve    | Williams-Renault  | 1:23.303 |        |
| 2                               | 4  | Heinz-Harald Frentzen | Williams-Renault  | 1:23.646 | +0.343 |
| 3                               | 5  | Michael Schumacher    | Ferrari           | 1:23.955 | +0.652 |
| 4                               | 14 | Olivier Panis         | Prost-Mugen-Honda | 1:24.075 | +0.772 |
| 5                               | 11 | Ralf Schumacher       | Jordan-Peugeot    | 1:24.081 | +0.778 |
| 6                               | 12 | Giancarlo Fisichella  | Jordan-Peugeot    | 1:24.596 | +1.293 |
| 7                               | 16 | Johnny Herbert        | Sauber-Petronas   | 1:24.723 | +1.420 |
| 8                               | 9  | Mika Häkkinen         | McLaren-Mercedes  | 1:24.812 | +1.509 |
| 9                               | 6  | Eddie Irvine          | Ferrari           | 1:24.862 | +1.558 |
| 10                              | 10 | David Coulthard       | McLaren-Mercedes  | 1:25.077 | +1.774 |
| 11                              | 8  | Gerhard Berger        | Benetton-Renault  | 1:25.371 | +2.068 |
| 12                              | 17 | Nicola Larini         | Sauber-Petronas   | 1:25.554 | +2.241 |
| 13                              | 22 | Rubens Barrichello    | Stewart-Ford      | 1:25.579 | +2.276 |
| 14                              | 7  | Jean Alesi            | Benetton-Renault  | 1:25.729 | +2.426 |
| 15                              | 1  | Damon Hill            | Arrows-Yamaha     | 1:25.743 | +2.440 |
| 16                              | 23 | Jan Magnussen         | Stewart-Ford      | 1:26.192 | +2.889 |
| 17                              | 2  | Pedro Diniz           | Arrows-Yamaha     | 1:26.253 | +2.950 |
| 18                              | 15 | Shinji Nakano         | Prost-Mugen-Honda | 1:26.712 | +3.409 |
| 19                              | 19 | Mika Salo             | Tyrrell-Ford      | 1:26.852 | +3.549 |
| 20                              | 21 | Jarno Trulli          | Minardi-Hart      | 1:26.960 | +3.657 |
| 21                              | 18 | Jos Verstappen        | Tyrrell-Ford      | 1:27.428 | +4.125 |
| 22                              | 20 | Ukyo Katayama         | Minardi-Hart      | 1:28.727 | +5.424 |
| Règle des 107% : 1 min 29 s 134 |    |                       |                   |          |        |

## Classement
| Pos. | No | Pilote                | Écurie            | Tours | Temps/Abandon                      | Grille | Points |
| ---- | -- | --------------------- | ----------------- | ----- | ---------------------------------- | ------ | ------ |
| 1    | 4  | Heinz-Harald Frentzen | Williams-Renault  | 62    | 1 h 31 min 00 s 673 (201,509 km/h) | 2      | 10     |
| 2    | 5  | Michael Schumacher    | Ferrari           | 62    | + 1 s 237                          | 3      | 6      |
| 3    | 6  | Eddie Irvine          | Ferrari           | 62    | + 1 min 18 s 343                   | 9      | 4      |
| 4    | 12 | Giancarlo Fisichella  | Jordan-Peugeot    | 62    | + 1 min 23 s 388                   | 6      | 3      |
| 5    | 7  | Jean Alesi            | Benetton-Renault  | 61    | + 1 tour                           | 14     | 2      |
| 6    | 9  | Mika Häkkinen         | McLaren-Mercedes  | 61    | + 1 tour                           | 8      | 1      |
| 7    | 17 | Nicola Larini         | Sauber-Petronas   | 61    | + 1 tour                           | 12     |        |
| 8    | 14 | Olivier Panis         | Prost-Mugen-Honda | 61    | + 1 tour                           | 4      |        |
| 9    | 19 | Mika Salo             | Tyrrell-Ford      | 60    | + 2 tours                          | 19     |        |
| 10   | 18 | Jos Verstappen        | Tyrrell-Ford      | 60    | + 2 tours                          | 21     |        |
| 11   | 20 | Ukyo Katayama         | Minardi-Hart      | 59    | + 3 tours                          | 22     |        |
| Abd. | 2  | Pedro Diniz           | Arrows-Yamaha     | 53    | Boîte de vitesses                  | 17     |        |
| Abd. | 3  | Jacques Villeneuve    | Williams-Renault  | 40    | Boîte de vitesses                  | 1      |        |
| Abd. | 10 | David Coulthard       | McLaren-Mercedes  | 38    | Moteur                             | 10     |        |
| Abd. | 22 | Rubens Barrichello    | Stewart-Ford      | 32    | Pression d'huile                   | 13     |        |
| Abd. | 16 | Johnny Herbert        | Sauber-Petronas   | 18    | Panne électrique                   | 7      |        |
| Abd. | 11 | Ralf Schumacher       | Jordan-Peugeot    | 17    | Transmission                       | 5      |        |
| Abd. | 15 | Shinji Nakano         | Prost-Mugen-Honda | 11    | Collision                          | 18     |        |
| Abd. | 1  | Damon Hill            | Arrows-Yamaha     | 11    | Collision                          | 15     |        |
| Abd. | 8  | Gerhard Berger        | Benetton-Renault  | 4     | Sortie de piste                    | 11     |        |
| Abd. | 23 | Jan Magnussen         | Stewart-Ford      | 2     | Sortie de piste                    | 16     |        |
| Np.  | 14 | Jarno Trulli          | Minardi-Hart      |       | Panne hydraulique                  | 20     |        |

## Pole position et record du tour
- Pole position : Jacques Villeneuve en 1 min 23 s 303 (vitesse moyenne : 213,054 km/h).
- Meilleur tour en course : Heinz-Harald Frentzen en 1 min 25 s 531 au 42e tour (vitesse moyenne : 207,504 km/h).

## Tours en tête
- Jacques Villeneuve : 25 (1-25)
- Heinz-Harald Frentzen : 36 (26-43 / 45-62)
- Michael Schumacher : 1 (44)

## Statistiques
- 1re victoire pour Heinz-Harald Frentzen.
- 98e victoire pour Williams en tant que constructeur.
- 89e victoire pour Renault en tant que motoriste.